# Caenaugochlora macswaini
Caenaugochlora macswaini là một loài Hymenoptera trong họ Halictidae. Loài này được Michener mô tả khoa học năm 1954.